# Kystbanen
Kystbanen er den dobbeltsporede og elektrificerede jernbanestrækning mellem København H og Helsingør. Den 46 km lange bane åbnede i 1897 med udgangspunkt i Østerport Station. Banen elektrificeredes i 1986 som den første jernbanestrækning i Danmark uden for S-banenettet samtidig med, at godstrafikken ophørte. Fra 1998 frem til 2022 var trafikken på banen integreret med Kastrupbanen og  Øresundsforbindelsen men er nu lagt sammen med den sjællandske regionaltrafik. 
Kystbanen er i dag en af de mest trafikerede strækninger på jernbanenettet i Danmark. I dagtimerne er der mellem fire og seks tog i timen i hver retning pr. køreplanen fra 2023 (K23).

## Historie
Allerede i jernbanens barndom havde der været planer om en jernbane mellem København og Helsingør. I 1863 åbnede forbindelsen mellem København og Klampenborg som en slags udflugts- og turistrute, og året efter, i 1864, førtes Nordbanen (København – Hellerup – Hillerød) igennem til Helsingør. Før Kystbanen anlagdes, havde jernbanetrafikken mellem København og Helsingør skulle gå ad Nordbanen via Hillerød. I 1890 fremsatte den daværende indenrigsminister H.P. Ingerslev et lovforslag om en statsbane mellem Klampenborg og Helsingør, men der skulle gå fire år med diskussioner og forhandlinger, inden landmålerne i september 1894 kunne afslutte udstikningen, og selve anlægsarbejdet kunne påbegyndes.
Krigsministeriet ville gerne have en bane til Vedbæk, så længe banen ikke blev bygget så tæt på kysten, at den kunne beherskes af en fjendtlig flåde i Øresund, og så længe banen kunne fjernes hurtigt. Forstvæsenet havde intet imod en jernbane – bare der ikke skulle fældes så meget som et eneste træ.
Mange borgere deltog også aktivt i debatten om linjeføringen og placeringen af stationerne.
Som følge af servitutter nedlagt af Krigministeriet måtte Nordbanen gå i en stor bue ud over søerne til Nørrebro og videre mod Øresundskysten ved Hellerup. Hellerup Station anlagdes i 1860'erne, fordi Nordbanen og Klampenborgbanen skiltes her – ikke fordi der som sådan var behov for en station.
Det var først ved Kystbanens indvielse 2. august 1897, at der begyndte at køre tog på strækningen mellem Østerport og Hellerup. Østerport Station – der indtil videre var Kystbanens endestation – kaldtes oprindeligt Kystbanestationen, Østerbro, København Ø og Østbanegaarden. DSB's hovedarkitekt Heinrich Wenck stod også bag banegårdsbygningen, der som et krav fra Krigsministeriet opførtes som en midlertidig bygning. Først ved Boulevardbanens indvielse 1. december 1917 blev Kystbanen forlænget helt til Københavns Hovedbanegård. Nørreport Station åbnede 1. juli året efter.
Mens passagertallene på Kystbanen i starten havde været skuffende, begyndte der i 1920'erne at opstå trængsel på skinnerne. Boulevardbanens vestlige dobbeltspor, der blev ført igennem til Hellerup, åbnede 1. oktober 1921, og i 1923 blev Kystbanen mellem Rungsted og Snekkersten udvidet til dobbeltspor.
Med den øgede trafik blev det besværligt at have lokaltog til Klampenborg og regionaltog til Helsingør på de samme to spor. Allerede i forbindelse med planlægningen af Københavns 3. Hovedbanegård (den nuværende) havde man i 1903 eksproprieret jord til anlæg af et nyt dobbeltspor mellem Hellerup og Klampenborg, men selve anlægsarbejdet blev først sat i gang i 1919. I årene 1921-24 anlagdes en række viaduktanlæg til erstatning for jernbaneoverskæringer i niveau, der med den stigende trafik var blevet både upraktiske og farlige. Mellem Hellerup og Charlottenlund blev de nye spor lagt vest for den eksisterende banelinje, mens anlægget mellem Charlottenlund og Klampeborg skete på østsiden. Det nye dobbeltspor blev taget i brug 15. maj 1928. Det vestlige dobbeltspor blev i 1934 omdannet til S-bane.
I 1986 blev Kystbanen elektrificeret som den første jernbanestrækning i Danmark uden for S-banenettet. Samtidig ophørte godstrafikken, da Danlink-ruten fra Københavns Frihavn til Helsingborg blev etableret.
Siden 2021 har trafikken på Kystbanen været integreret med den resterende regionaltog og intercitytrafik på primært Sjælland.

## Linjeføring
Banen er anlagt i et varieret landskab med skov og åbne landskaber og passerer Strandmøllebroen syd for Skodsborg. Der er udsigt til Øresund bl.a. mellem Helsingør og Snekkersten, ved Skodsborg og ved Eremitagesletten.

## Stationer
Kystbanen betjener i alt 14 stationer. De fleste af stationerne er etableret i 1897, da Kystbanen åbnede mellem Østerport og Helsingør, og størsteparten af stationsbygningerne er tegnet af DSB's hovedarkitekt Heinrich Wenck. Nogle af stationerne er først etableret senere som billetsalgssteder. Dette gælder fx Espergærde i 1898 og Kokkedal i 1916.
De største stationsbygninger ligger ved de oprindelige endestationer i Helsingør (1897-) og henholdsvis Østerport (1897-1917) og København H (1917-). Mellem Østerport og Helsingør ligger de største stationsbygninger i Skodsborg og Vedbæk. De fleste stationer mellem Østerport og Helsingør betjener Kystbanen med to perroner og to perronspor. Dog har Klampenborg to gennemkørselsspor mellem Kystbanens to perronspor, Rungsted Kyst har tre perroner og tre perronspor, og Nivå har tre perronspor og to perroner. Snekkersten har tre perroner og fire perronspor, når Lokalbanens spor og perroner regnes med.
Stationerne i Helsingør, Snekkersten og Espergærde ligger i Helsingør Kommune. Stationerne i Humlebæk og Nivå ligger i Fredensborg Kommune, og Kokkedal Station ligger på grænsen mellem Fredensborg og Hørsholm Kommune. Stationen i Rungsted Kyst ligger i Hørsholm Kommune, stationerne Vedbæk og Skodsborg ligger i Rudersdal Kommune, Klampenborg Station i Gentofte Kommune, og stationerne Hellerup, Østerport, Nørreport og København H ligger i Københavns Kommune.
Alle stationer undtagen Klampenborg, Skodsborg og Vedbæk har siden udliciteringen af Kystbanen i januar 2009 haft 7-Eleven-butikker med kiosk- og billetsalg.

## Rullende materiel
Udskiftningen af damptogene med motortog indledtes i 1935 men afsluttedes først i 1965. Oprindeligt fremførtes kystbanetogene af damplokomtiverne litra K eller litra O og siden af litra S, som var anskaffet i 1920'erne. Fra omkring 1960 anvendtes hovedsageligt de dieselelektriske lokomotiver litra MX, MY og senere MZ og ME.
Elektrificeringen af Kystbanen indledtes ved, at den første mast blev rejst ved Nivå i 1982 og afsluttedes den 19. marts 1986, hvor el-driften uden for S-banen havde danmarkspremiere med litra EA-lokomotiverne.
Et særkende for Kystbanen er, at strækningen ikke betjenes af S-tog, selv om der kun er mellem 3 og 6 km mellem stationerne. Navnlig i 1980'erne, 1990'erne og 0'erne har Kystbanen været betjent af den nyeste generation af fjerntog. Fra DSB's første el-drevne lokomotiver, litra EA (fra 1986) til de elektriske IR4-tog (litra ER), som påbegyndte trafik på Kystbanen i midten af 1990'erne. I myldretiden suppleres basistogsystemerne af hurtige pendlertog, der mellem Østerport og Humlebæk oprindeligt kun standsede i Rungsted Kyst. I 00'erne kørtes myldretidstogene med forskelligt materiel, herunder dobbeltdækkertog fremført med diesellokomotivet litra ME. Driften med dieseltog ophørte i forbindelse med udliciteringen i januar 2009, da Øresundstogene overtog hele driften af Helsingør-Malmö systemet, og IR4 driften af Nivå-Kastrup systemet, men blev med køreplanen K23 genopstartet da myldretidstogene til Holbæk køres med de dieseldrevne IC4-tog. Da de ti nye Øresundstogsæt (togsæt nr. 4391-4400) sattes i drift i 2010 og 2011, overtog Øresundstogene også størstedelen af trafikken i Nivå-Kastrup systemet. Dette stoppede dog definitivt i december 2023 da DSB solgte alle sine Øresundstogsæt til Skånetrafikken i Sverige.
Fra køreplansskiftet i december 2021 indsattes de nye ellokomotiver (Litra EB) på de tog som kører på den nordligte del af banen (Helsingør-Kokkedal). Fra køreplanen fra 2023 hvor alle tog stopper ved alle stationer, betjener disse tog langt de fleste afgange. Pånær de to myldretidstog uden stop mellem Hellerup og Kokkedal hver time der køres med IC4.

## Køreplan
Overordnet set er der to togsystemer på kystbanen:
- Helsingør-togsystemet, som kører skiftevis Helsingør-Roskilde-Næstved og Helsingør-Køge Nord-Næstved. Køres med Litra EB med op til 6 dobbeltdækkervogne samt i nogle tilfælde også med IR4, især i weekenden og om aftenen.

- Myldretidstogsystemet, som kører Helsingør-Holbæk og køres af en blanding af IC4 og IC3. Disse køres to gange i timen i hver retning i myldretiden.

- Indtil 2023 fandes også Nivå-togsystemet, som kører Nivå-København H-Køge Nord-Køge-Haslev-Næstved og køres med en blandig af Litra EB, MF og ER. Disse tog stoppede ved alle stationer fra Nivå og sydpå, men med K23 blev dette system nedlagt.

### Normalkøreplan
2023-køreplanen er indrettet som følger:
Dagtimer mandag – søndag
- 15 minutters drift Helsingør – København H-Næstved (skiftevis via hhv. Køge og Roskilde)
- Der køres med stop på alle stationer.
- Hvert andet tog fortsætter fra København H videre mod Næstved via Roskilde, og hvert andet til Næstved via. Køge Nord

Aftentimer mandag – søndag
- 30- minutters drift Helsingør – Østerport – København H – Roskilde/Ringsted                        Stop ved alle stationer.

Nattetimer
- 30-minutters drift Helsingør – Østerport– København H – Næstved dog kun nat efter fredag og lørdag.
- Stop ved alle stationer.

Myldretid
- 30-minutters drift Helsingør – Østerport – København H - Holbæk.

Der køres uden stop Helsingør - Espergærde og Kokkedal - Hellerup.

### Særkøreplan
I tilfælde af planlagte infrastrukturarbejder (fx sporarbejde eller broarbejde) annonceres nogle uger i forvejen en særkøreplan, der fx kan indebære ændret standsningsmønster og erstatningstransport med togbus. En særkøreplan skal altid være tidsbegrænset.

### Nødkøreplan
I tilfælde af akut opståede trafikale problemer (fx køreledningsnedfald eller bombealarmer) har DSB en offentliggjort nødkøreplan for dagtimerne, der kan iværksættes med kort varsel:
- 15 minutters drift Helsingør – Østerport – København med stop ved alle stationer.

## Rejsetider
Følgende rejsetider (angivet i timer og minutter) er de kortest mulige på udvalgte rejserelationer ifølge køreplanen for 2014:
|           | Espergærde | Humlebæk | Nivå | Kokkedal | Hellerup | Østerport | Kbh. H | CPH  | Malmö |
| --------- | ---------- | -------- | ---- | -------- | -------- | --------- | ------ | ---- | ----- |
| Helsingør | 0:06       | 0:10     | 0:14 | 0:17     | 0:32     | 0:37      | 0:44   | 1:03 | 1:23  |
| Kbh. H    | 0:36       | 0:32     | 0:29 | 0:27     | 0:12     | 0:07      | 0:00   | 0:12 | 0:34  |

## Udlicitering
Udliciteringen af Kystbanen besluttedes i 2003 og 2004 og var den blot anden udlicitering af togtrafik i Danmark, efter at Arriva overtog regionaltrafikken i Midt- og Vestjylland i 2003 efter DSB. Baggrunden for udbuddet var trafikaftalen af 5. november 2003, hvoraf det bl.a. fremgik, at der i perioden 2005-2014 skulle udliciteres en tredjedel af DSB's nuværende togkilometerproduktion ekskl. fjerntrafikken mellem landsdelene og S-togstrafikken.

Rammerne for udliciteringen på dansk side var aktstykke 13 af 17. august 2006 og aktstykke 132 af 28. april 2008. Den danske regering aftalte med det svenske trafikselskab, Skånetrafiken, at udskyde udliciteringen af togtrafikken i Skåne, så det passede sammen med det danske udbud. Trafikstyrelsen og Skånetrafiken kunne derfor tilrettelægge og gennemføre udbuddet af Kystbanen og den svenske del af Øresundstrafikken som to tæt koordinerede udbud. 
 Formålet med en samlet udbudsrunde med to samtidige og tæt koordinerede udbud var at medvirke til at styrke integrationen og mobiliteten i Øresundsregionen og sikre en fremtidig togdrift af høj kvalitet på konkurrencemæssige vilkår, således at trafikken omkring Øresund kunne afvikles på den bedst mulige måde til den bedst mulige pris.
Ved udbudsfristens udløb i februar 2007 havde seks selskaber budt på Kystbanen og Øresundstrafikken, heriblandt Arriva, Deutsche Bahn og SJ. Det var dog DSBFirst, der i juni 2007 tildeltes kontrakten med virkning fra januar 2009 blandt andet fordi DSBFirsts tilbud ifølge Trafikstyrelsen lå 20-25 % under den pris, DSB hidtil havde fået for at drive de pågældende danske strækninger. I december 2011 måtte DSBFirst som følge af dårlig økonomi afgive den svenske kontrakt til Transdev (tidl. Veolia Transport). DSBFirst fortsatte på den danske side under navnet DSB Øresund.
Fra og med køreplanskiftet d.13/12-15 overtog DSB, uden nævneværdige ændringer, alle DSB Øresunds aktiviteter som fra samme dag ophørte som selvstændigt jernbaneselskab.
Togtrafikken mellem København H og Malmø er man dog stadig fælles om, idet hvert andet tog over broen fremføres af henholdsvis dansk ansat og svensk ansat togpersonale.

## S-tog
Som følge af for mange forsinkelser og dårlig kundeinformation foreslog den daværende transportminister Lars Barfoed i november 2009, at Kystbanen skulle inddrages i S-togssystemets drift, når kontrakten om Kystbanen skulle fornys i 2018. Professor Alex Landex fra DTU vurderede dog, at det ville skabe en række tekniske udfordringer at omdanne Kystbanen til S-tog.
Den 2. maj 2011 under den daværende transportminister Hans Christian Schmidt præsenterede en ekspertgruppe under Trafikstyrelsen en screeningsrapport om at udskifte fjerntogene med S-tog for at øge robustheden i køreplanen. Ifølge rapporten er der ikke væsentlige rejsestrømme mellem den traditionelle Kystbane og de svenske strækninger. Helsingørs daværende borgmester Johannes Hecht-Nielsen var begejstret for ideen, fordi S-tog med den nuværende betjeningsfrekvens ville give en samfundsøkonomisk gevinst på 3,8 procent. Hvis hele strækningen nord for Nivå udvidedes til 10-minuttersdrift hele dagen og ikke kun i myldretiden, ville den økonomiske gevinst være 7,4 procent med potentiale for 1,4 millioner nye passagerer.
Efter at rettidigheden øgedes i løbet af 2012, har S-tog på Kystbanen dog ikke været drøftet fra officiel hold.

## Rettidighed, passagerudvikling og kundetilfredshed

### Rettidighed (2009-)
I 2009-2011 var den kundeoplevede rettidighed (dvs. den samlede rettidighed) på Kystbanen og Kastrupbanen mellem 81 og 83 %. I 2012 og 2013 steg den til omkring 90 %. Et tog tæller som forsinket, hvis det er forsinket mere end 4 minutter og 59 sekunder.
|                          | 2009   | 2010   | 2011   | 2012   | 2013   |
| ------------------------ | ------ | ------ | ------ | ------ | ------ |
| Kundeoplevet rettidighed | 82,9 % | 81,3 % | 83,1 % | 90,2 % | 90,5 % |

### Passagerudvikling (2009-)
Kystbanen befordrer dagligt ca. 37.000 passagerer. I perioden 2009-2012 rejste mellem 9,7 og 10,4 mio. passagerer med Kystbanen om året. I 2010 betød sporarbejder på Klampenborgbanen et øget antal passagerer på Kystbanen. I 2012 havde arbejdet med Nordhavnsvejen og sporarbejder omkring Hovedbanegården (KØR-projektet) en negativ indvirkning på passagerudviklingen.
|                 | 2009 | 2010 | 2011 | 2012 |
| --------------- | ---- | ---- | ---- | ---- |
| Mio. passagerer | 9,9  | 10,4 | 9,7  | 9,7  |

### Kundetilfredshed

#### (2009-2012)
I perioden 2009-2012 var kundetilfredsheden mellem 6,44 og 6,80 på en skala fra 1-10.
|                  | Forår 2009 | Efterår 2009 | Forår 2010 | Efterår 2010 | Forår 2011 | Efterår 2011 | Forår 2012 | Efterår 2012 |
| ---------------- | ---------- | ------------ | ---------- | ------------ | ---------- | ------------ | ---------- | ------------ |
| Kundetilfredshed | 6,56       | 6,67         | 6,44       | 6,58         | 6,57       | 6,49         | 6,80       | 6,69         |

#### (2013-)
|                  | 2013 | 2014 | 2015 | 2016 | 2017    | 2018    |
| ---------------- | ---- | ---- | ---- | ---- | ------- | ------- |
| Kundetilfredshed | 6,7  | 6,7  | 6,7  | 6,8  | Mangler | Mangler |

## For mange togsæt på værksted
I det meste af kontraktperioden med DSBFirst og siden DSB Øresund har det tilsyneladende været et problem, at der var flere togsæt på værksted end tilladt i forhold til kontrakterne med Transportministeriet og Öresundståg AB. I 2012 fremgik det af et svar til Transportudvalget, at der i januar var 20 togsæt ude af drift ud af den samlede pulje på 101 Øresundstogsæt.
I sommeren 2013 var der fortsat for mange tog på værksted: 15 togsæt på trods af at der ifølge kontrakten maksimalt måtte være 9 togsæt ude af drift. Administrerende direktør hos DSB Vedligehold, Steen Schougaard Christensen, erkendte, at togmanglen betød forringelser for kunderne, fordi kunderne oplever, at der kan være trængsel. Ifølge DSB Vedligehold havde det været særligt slemt i juli, hvor to togsæt havde været ude i længere tid efter at have påkørt elge. Samtidig har værkstedet fast ét tog ude for at gøre den samlede flåde på 109 togsæt klar til enmandsbetjening. Værkstedet forventede i august 2013, at problemet med manglende tog burde være løst i september eller oktober.
De mange togsæt på værksted fik den nytiltrådte transportminister, Pia Olsen Dyhr, til at slå fast, at DSB Øresund skal betale bod til ministeriet, hvis DSB Vedligehold har flere end seks togsæt ude af drift.
I januar 2015 fremgik det imidlertid, at Transportministeriets bødesystem, der siden august 2013 havde kostet DSB Øresund 8,5 mio. kr. i bøder, ikke havde bidraget til at nedbringe antallet af togsæt på værksted. I perioden havde der været mellem 11 og 14 togsæt på værksted, hvilket havde udløst en bøde hver måned på ca. ½ mio. kr.
Ifølge Steen Schougaard Christensen, direktør for DSB Vedligehold, er DSB vedligehold forpligtet over for DSB Øresund til maksimalt at have 9 togsæt på værksted ad gangen til forebyggende vedligehold og reparationer.
Direkte adspurgt af Ingeniøren om ikke DSB Vedligeholds kontrakt burde rettes til i forhold til DSB Øresunds kontrakt med Transportministeriet, svarede vedligeholdelseschefen:
| „ | Nej, det skal den ikke. For det kan ikke lade sig gøre at lave det forebyggende vedligehold plus de løbende reparationer, hvis der kun må være 6 af de 109 øresundstogsæt på værksted. Seks togsæt er simpelthen for lavt sat. Hvorfor DSB Øresund har lavet sådan en aftale med Transportministeriet, må du tale med dem om. | “ |
|   | — Steen Schougaard Christensen, direktør for DSB Vedligehold (januar 2015) |   |

Ifølge Steen Schougaard tæller en række togsæt ikke med i værkstedsreserven - blandt andet havarerede togsæt som følge af elg-påkørsler i Sverige eller afsporinger i forbindelse med rangering og andre operatørrelaterede aktiviteter, eksempelvis at togsættene er lang tid om at nå frem til værkstederne.

## Besparelser og enmandsbetjening (2013-2016)
Den 6. juni 2013 meddelte den daværende transportminister Henrik Dam Kristensen Transportudvalget, at Transportministeriet som trafikkøber havde besluttet en række besparelser på op mod 30 mio. kr., for at Folketingets bevilling kunne overholdes. Besparelserne var en følge af, at billetindtægterne fra togbetjeningen af strækningen Helsingør – Peberholm/landegrænsen ikke havde været så store som forventet og omfattede derfor følgende tiltag:
- På Kystbanen vil den nuværende 10-minuttersbetjening af stationerne Nivå, Kokkedal og Hellerup i weekenden først påbegyndes ved 9-tiden om morgenen i stedet for ved 5-6-tiden som hidtil. De øvrige stationer vil ikke opleve ændringer i betjeningen. Herved vil alle stationer på strækningen Hellerup-Helsingør have 20-minuttersdrift frem til ved 9-tiden om morgenen i weekenden. Dermed skabes en ensartet betjening i weekendkørslen om morgenen, idet 10-minuttersbetjeningen i S-togene også først påbegyndes ved 9-tiden i weekenden. Mellem Østerport og Københavns Lufthavn vil der fortsat være 10-minuttersbetjening fra tidlig morgen til sen aften i weekenden.

- Togføreroptionen[Nb 1] i kontrakten med DSB Øresund aflyses, så togene på Kystbanen nord for København H fra køreplansskiftet i december 2013 kører uden togførere i dagtimerne. Der vil være togfører i togene i tidsrummet mellem 20:00 og 02:00 på hverdage og mellem 20:00 og 08:00 i weekender og helligdage. Enmandsbetjeningen indebærer stikprøvevis billetkontrol i tråd med betjeningen på Svendborgbanen, Aarhus Nærbane og S-tog, metroen og lokalbanerne i Hovedstadsområdet, som i forvejen kører uden togfører.

- Over Øresundsbroen vil 10-minuttersbetjeningen i sommerperioden fra Københavns Lufthavn til Malmö ændres til 20-minuttersbetjening om morgenen, hvorimod 10-minutterbetjeningen bevares om eftermiddagen.

- Fra Malmö mod Københavns Lufthavn vil 10-minuttersbetjeningen starte kl. 15.53 i stedet for 15.33.

Som følge af den ændrede betjening valgte DSB Øresund i juni 2013 at afskedige 50 togførere med virkning fra december 2013, hvilket medførte, at sygefraværet øgedes hos nogle af togførerne. Det fik DSB Øresund til at tilbyde de fyrede en bonus på 5.000 kroner om måneden mod at blive på jobbet indtil december.
Den 27. januar 2014 fremgik det af et svar fra Transportministeriet til Folketingets Transportudvalg, at enmandsbetjeningen indtil videre var udskudt til den 1. maj 2014 som følge af udfordringer med at opsætte og godkende de nye monitorer og kameraer på stationerne. Efterfølgende blev enmandsbetjeningen yderligere udskudt til 4. kvartal 2014.
Den 7. juli 2016 udsendte DSB en pressemeddelse hvori det fremgik at man dropper planerne om enmandsbetjening helt 
Allerede inden denne beslutning blev taget har DSB udvidet bemandingen på udvalgte tog i dagtimerne samt på alle tog i de sene aftentimer og om natten.

## Uheld
Den 28. april 1972 afsporedes to godstog ved Espergærde Station med store materielle skader til følge.
Den 11. oktober 2011 tidligt om morgenen påkørte det svenskejede Øresundstogsæt 4522, der var på vej nordpå som tomt materieltog, en tabt skinne ved Klampenborg. Skinnen trængte ind i førerrummet tæt forbi lokomotivføreren, gennem et elpanel og videre op gennem taget.
Den 24. oktober 2013 tidligt om morgenen afsporedes et Øresundstog ved lav hastighed under rangering ved rangerterrænnet i Helsingør. Afsporingen forvoldte skade på togsættet og kørestrømsanlægget og resulterede i, at syv andre togsæt spærredes inde.
Den 14. november 2017 om morgenen påkørte et Øresundstog i sydkørende retning en gravemaskine, der opholdt sig på sporet mellem Skodsborg og Klampenborg stationer.

## Fremtidsvisioner

### Fremtidig operatør (2015-2024)
I december 2013 besluttede regeringens økonomiudvalg, at DSBs datterselskab, DSB Øresund, ikke får forlænget kontrakten, når den udløber i december 2015. Dermed kaldes optionen på to års kontraktforlængelse indtil december 2017 heller ikke. Samtidigt besluttedes det, at Kystbanen indtil videre ikke genudbydes. I stedet vil transportminister Pia Olsen Dyhr (SF) forhandle med DSB om at drive Kystbanen på linje med DSBs øvrige strækninger.
Beslutningen kritiseredes af både oppositionen og af Kystbanens Pendlerklub. Venstres medlem af Folketingets Transportudvalg, Martin Geertsen, kaldte det »ubegribeligt«, at regeringen ikke udviser »rettidig omhu« i forhold til Europa-Kommissionen, der agter at presse regeringerne til mere konkurrence på jernbanerne. Endvidere mindede Geertsen om, at regeringens produktivitetskommission har anslået besparelser på 800 mio. kr. ved at indføre konkurrence på jernbanerne. Pendlertalsmand, Michael Randropp, var rystet over, at kørslen ikke igen sendes i udbud og kaldte det »et stort tilbageskridt« for mulighederne for at få den kørsel, pendlerne har brug for.
I november 2014 oplyste Transportministeriet, at regeringen vil lade DSB stå for driften på Kystbanen frem til 2024 uden nogen forudgående politisk forhandling eller udbudsproces.

### COWI-rapporten (2015)
På et pressemøde i Hillerød den 6. januar 2015 offentliggjorde Helsingørs borgmester, Benedikte Kiær (K), en rapport fra COWI om infrastruktur i Nordsjælland bestilt af seks nordsjællandske kommuner. Rapporten forelog, at der investeres 112 mio. kr. i at opgradere Kystbanen, så rejsetiden kan reduceres mellem Helsingør og Østerport, og at køreplanen omlægges, så kystbanen bliver mindre påvirket af forsinkelser på det resterende banenet i Danmark og Sverige. Begge forslag var dog allerede vedtaget og finansieret af Folketinget som en del af forliget om Togfonden mellem regeringen, Dansk Folkeparti og Enhedslisten.

### Hastighedsopgraderinger (2017) og nyt signalsystem (2021)
Ifølge Banedanmarks analyser i 2013 kunne strækningshastigheden øges til 160 km/t mellem Klampenborg og Nivå og til 140 km/t mellem Nivå og Helsingør, når signalprogrammet forventedes udrullet på Kystbanen i 2020 og 2021.
I forbindelse med Banedanmarks idefasehøring i juni-august 2015 som følge af aftalen om Togfonden fremgik det, at det mellem Klampenborg og Snekkersten var muligt at opgradere den maksimale strækningshastighed fra 120 til 160 km/t. Mellem henholdsvis Østerport og Klampenborg og Snekkersten og Helsingør kunne hastigheden øges fra 100 til 120 km/t. Anlægsarbejdet forventedes udført i 2017 i forbindelse med andre sporarbejder på Kystbanen, og det fulde udbytte af hastighedsopgraderingerne ville kunne udnyttes, når det nye signalsystem er udrullet i 2021.
I november 2015 indstillede Banedanmark imidlertid til transportministeren, at VVM-vurderingen af den samlede hastighedsopgradering sattes i bero, fordi prisen forventede at blive 324 mio. kr. og ikke som oprindelig forventet 112 mio. kr. Fordyrelsen var bl.a. begrundet i, at fem broer på strækningen skulle forstærkes.

## Trivia
- Kystbanen har lagt navn til en modeltogsforhandler i Ordrup (tidl. Hellerup).[44]
- Det er muligt at cykle langs Kystbanen ad banestien mellem Klampenborg og Nivå på cykelrute 9.